# Lysiteles guangxiensis
Lysiteles guangxiensis är en spindelart som beskrevs av He och Hu 1999. Lysiteles guangxiensis ingår i släktet Lysiteles och familjen krabbspindlar. Inga underarter finns listade i Catalogue of Life.